# 신메이초 정류장
신메이초 정류장(일본어: 神明町停留場, しんめいちょうていりゅうじょう)은 일본 오사카부 사카이시 사카이구에 있는 한카이 전기 궤도의 정류장이다. 역 번호는 HN19이다.

## 역사
- 1911년 12월 1일: 개업.

## 정류장 구조
오미치스지 중앙부에 위치한다. 단선 승강장이 신메이초 사거리를 끼고 엇갈리게 배치되어 있다. 하마데라에키마에 방면 플랫폼이 구겐초히가시 1초에, 에비스초 방향 플랫폼 신메이초히가시 1초에 위치한다.

## 역 주변
- 혼간지 사카이 별원
- 사카이 자전거 회관
- 사카이 야나기노초 우체국
- 사카이 시립 긴사이 초등학교

## 사진

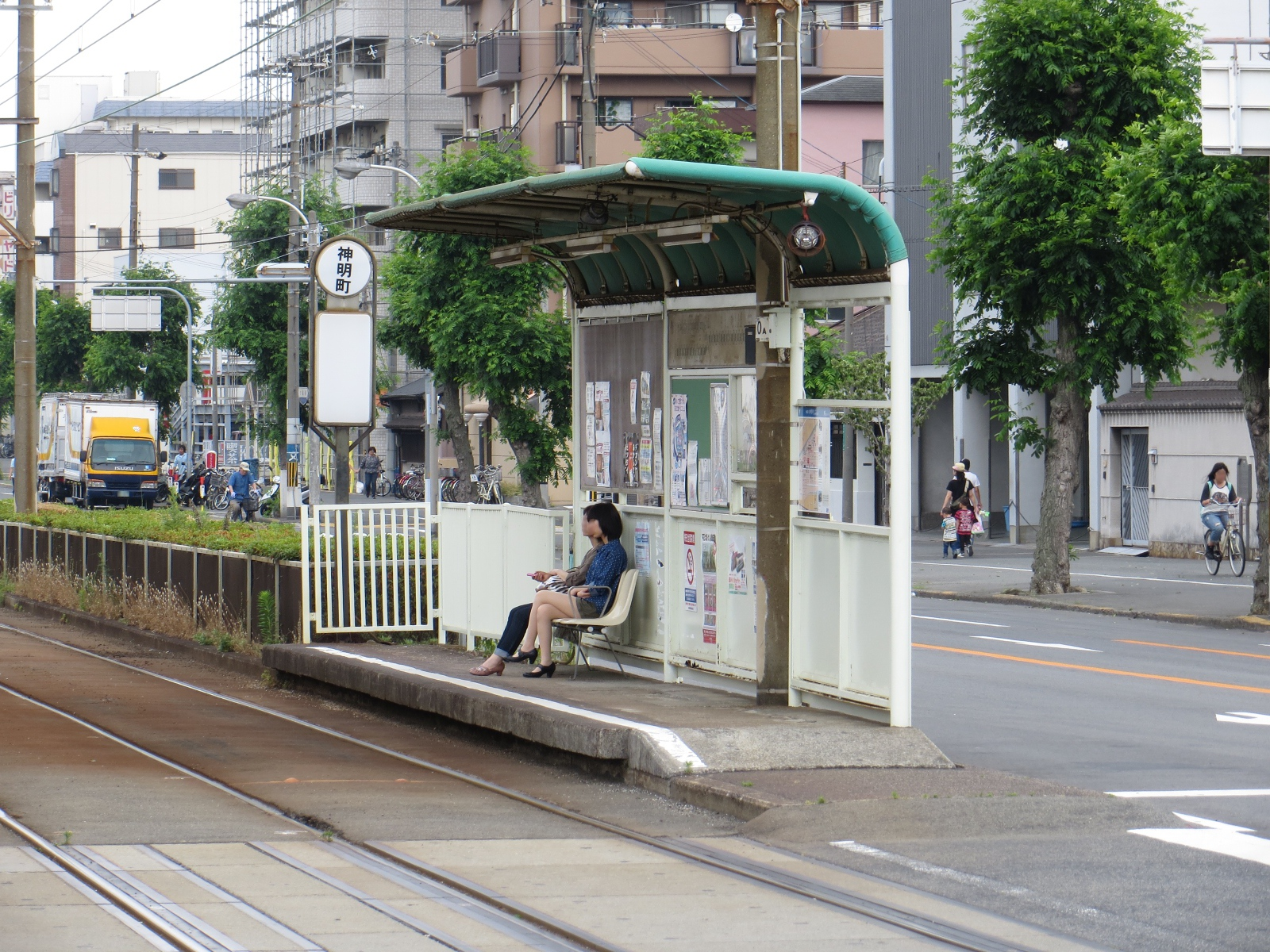
하마데라에키마에 방향 플랫폼
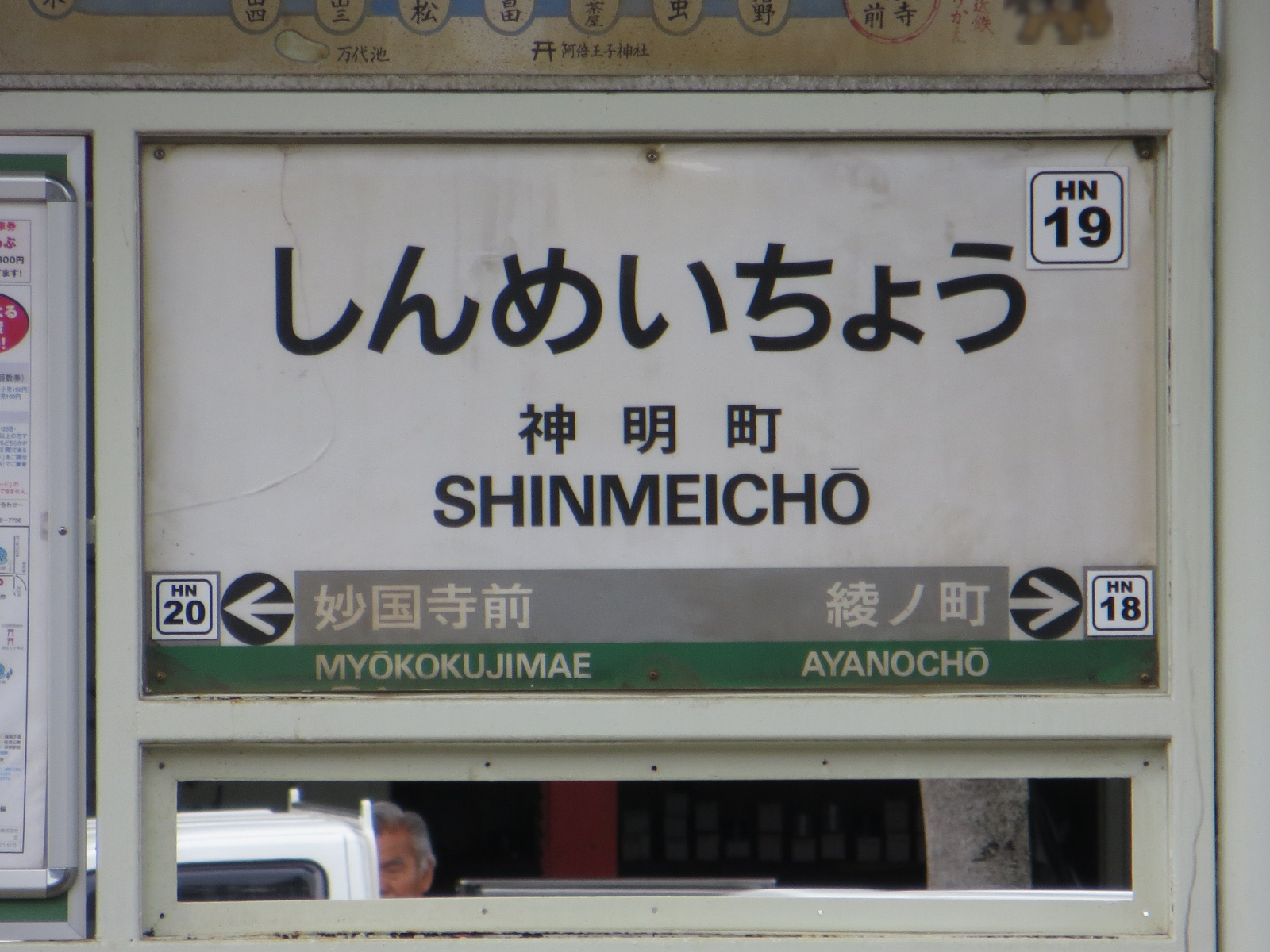
역명판

## 인접역
| 한카이 전기 궤도 ■ 한카이 선 | 한카이 전기 궤도 ■ 한카이 선 | 한카이 전기 궤도 ■ 한카이 선            |
| ---------------------------- | ---------------------------- | --------------------------------------- |
| HN18 아야노초 에비스초 방면  |                              | 묘코쿠지마에 HN20 하마데라에키마에 방면 |